# Quintus Dellius
Quintus Dellius est un historien et un homme politique de la fin de la République romaine, au milieu du Ier siècle av. J.-C.. 

## Biographie
Pendant les guerres civiles qui suivirent le meurtre de Jules César, il embrassa et quitta successivement le parti de Dolabella, celui de Cassius, puis celui de Marc Antoine. 
En -41, Dellius envoyé par ce dernier vers Cléopâtre VII pour la sommer de se rendre devant lui à Tarse, en Cilicie. Selon Plutarque, il rassure Cléopatre sur l'attitude d'Antoine et lui conseille de se montrer séduisante. Durant cette époque, il lui écrivit plusieurs lettres, dont quelques-unes, extrêmement licencieuses, existaient du temps de Sénèque l'Ancien et ont disparu ensuite, lettres qui lui valurent une brouille définitive avec Cléopâtre. 
En -36, Dellius est en Judée pour affaires, où il convainc Alexandra, veuve d'Alexandre II, de se mettre dans les faveurs d'Antoine, en lui envoyant un portrait de ses enfants Aristobule et Mariamne. Antoine appréciat la beauté de ces enfants et fit venir le jeune Aristobule à sa cour.
En -34, Dellius prend part à l'expédition d'Antoine contre les Parthes, qui manque de tourner au désastre. 
En -31, peu de temps avant la bataille d'Actium, Dellius abandonna Antoine pour s’attacher à Octave,, et depuis lors on ne sait plus rien de sa vie. 
Quintus Dellius fut ainsi tour à tour l’ami de Dolabella, de Cassius, d’Antoine, puis d’Auguste. Pour souligner l’inconstance de cet opportuniste politique, Marcus Valerius Messala Corvinus, célèbre orateur et général romain, le surnomma « desultor bellorum ciuilium », c’est-à-dire « le cavalier voltigeur des guerres civiles », ce qui revient à le traiter de girouette politique, sarcasme sévère car l'attitude de Dellius avait été aussi celle de nombreux personnages publics pris dans le courant des guerres civiles.
Quintus Dellius est identifié au dédicataire d'une ode du poète latin Horace. Dans cette dernière, l'auteur adresse à ce personnage - selon la tradition - une véritable leçon d'épicurisme. Il l'exhorte ainsi à garder l’esprit égal en toutes circonstances et à profiter de la vie avant son terme fatal.

## Œuvres
Delluis a composé un ouvrage sur l’expédition d’Antoine contre les Parthes, entièrement perdu. Toutefois, Plutarque aurait pu l'abréger pour le figurer dans sa Vie d'Antoine.